# Hagoromo
Hagoromo (羽衣, Le manteau de plumes) est une des pièces du répertoire nô japonais les plus souvent représentées,. C'est un exemple du thème traditionnel de la femme-cygne.

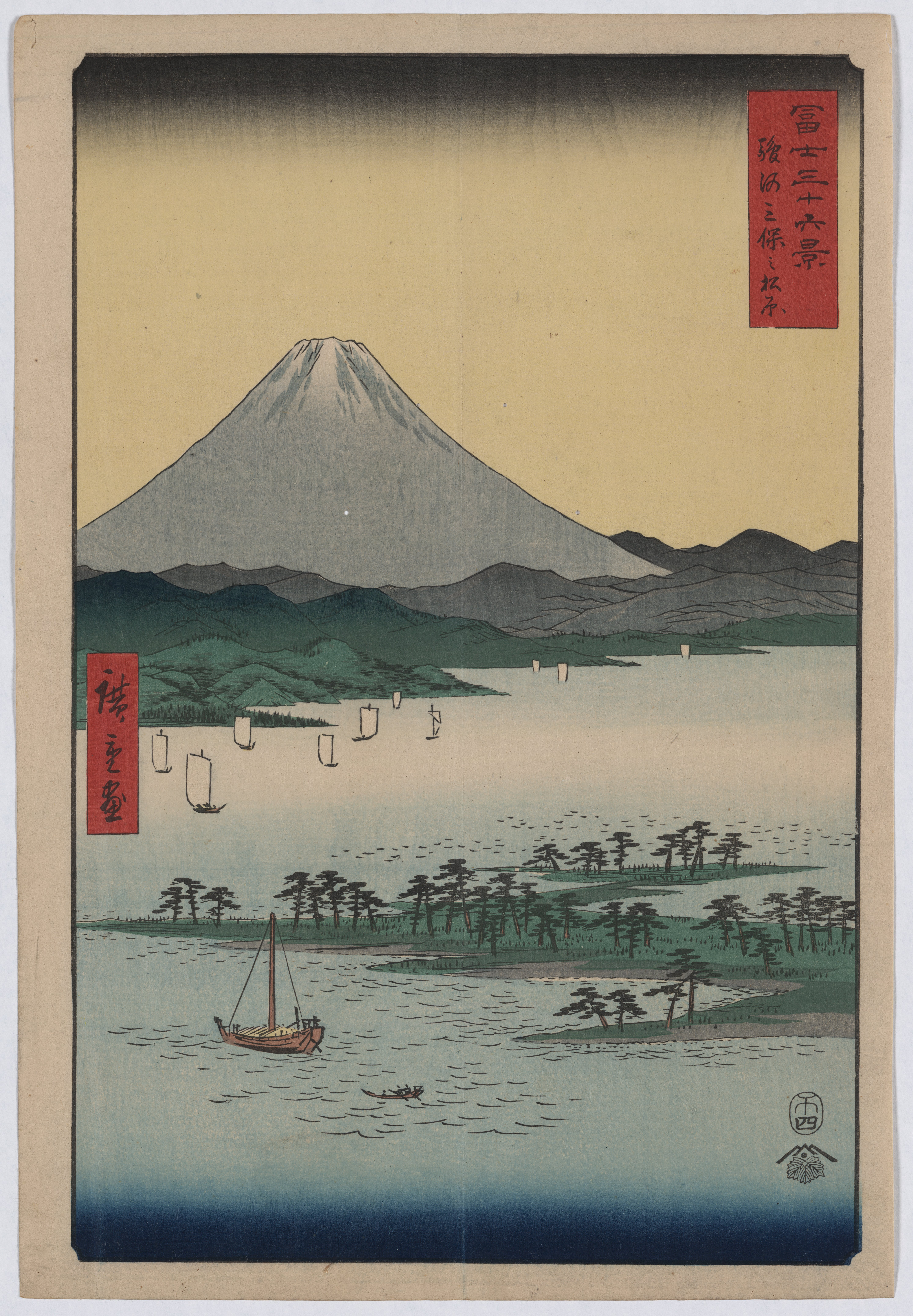
Estampe sur bois de Hiroshige représentant la plage Miho no Matsubara où se déroule l'action de la pièce.

Hagoromo retrace la légende de la cape céleste qui permettait aux femmes célestes (tennyo) de rejoindre le monde terrestre, où il leur arrivait de tomber amoureuses. C'est une magnifique histoire d’amour entre un jeune homme et une femme céleste. Cette dernière, guidée par la curiosité, descend sur terre pour en avoir un aperçu grâce à l'« hagoromo ». On retrouve ces femmes célestes vêtues de cette étoffe spéciale dans de nombreux contes et légendes à travers toute l'Asie. Dans les contes occidentaux, ce pourrait être les « ailes d'ange ».

## Résumé
Un matin de printemps, un pêcheur nommé Hakuryo, part à la pêche avec ses compagnons. Il découvre alors sur la plage de Miho-no-matsubara, étendue sur la branche d'un pin, une magnifique robe. Il s'apprête à l'emporter chez lui, mais une céleste jeune fille apparaît alors et lui demande de lui redonner cette robe. Au début, Hakuryo refuse, mais il est ému par cette jeune fille insistante, qui lui signale qu'elle ne peut retourner chez elle au paradis sans cette robe céleste. Il se décide donc à lui rendre cette magnifique robe de plumes en échange d'une représentation de danse céleste. La jeune fille revêt sa robe de plumes et joue cette danse qui décrit le Palais de la Lune. Elle fait ainsi l'éloge du printemps à Miho-no-matsubara. Et finalement, elle disparaît dans la brume par delà le Mont Fuji.
Cette pièce du théâtre nô est basée sur une légende très connue de la robe céleste de plumes. Dans le conte populaire, la jeune fille est contrainte d'épouser le jeune homme qui a pris et caché la robe céleste. Mais dans la pièce nô, le jeune homme Hakuryo rend la robe céleste de plumes. Il suspecte d'abord la jeune fille de vouloir repartir au paradis sans exécuter au préalable sa danse céleste. Mais celle-ci répond que de tels doutes appartiennent au monde terrestre et qu'il n'y a pas de supercherie au paradis. Hakuryo, impressionné par ses paroles, décide de lui faire confiance et lui rend la robe. La danse de la jeune fille est la clef de voûte de cette pièce nô. Cette danse est appelée Suruga-mai. Le décor de cette pièce nô comprend la mer calme du printemps, le sable blanc de la plage, les pins luxuriants et verts. La danse exquise de la jeune fille régale les acteurs nô et le public.

## Influence
Le compositeur français Georges Migot (1891-1976) a composé en 1920 Hagoromo, symphonie lyrique et chorégraphique pour baryton, solo, chœurs mixtes et orchestre (Éditions Leduc). La pièce fut créée le 9 mai 1922 au Théâtre de Monte-Carlo dans une chorégraphie de Louise Stichel avec Sonia Pavloff, danseuse étoile de l'Opéra-Comique.